# 절벽다람쥐

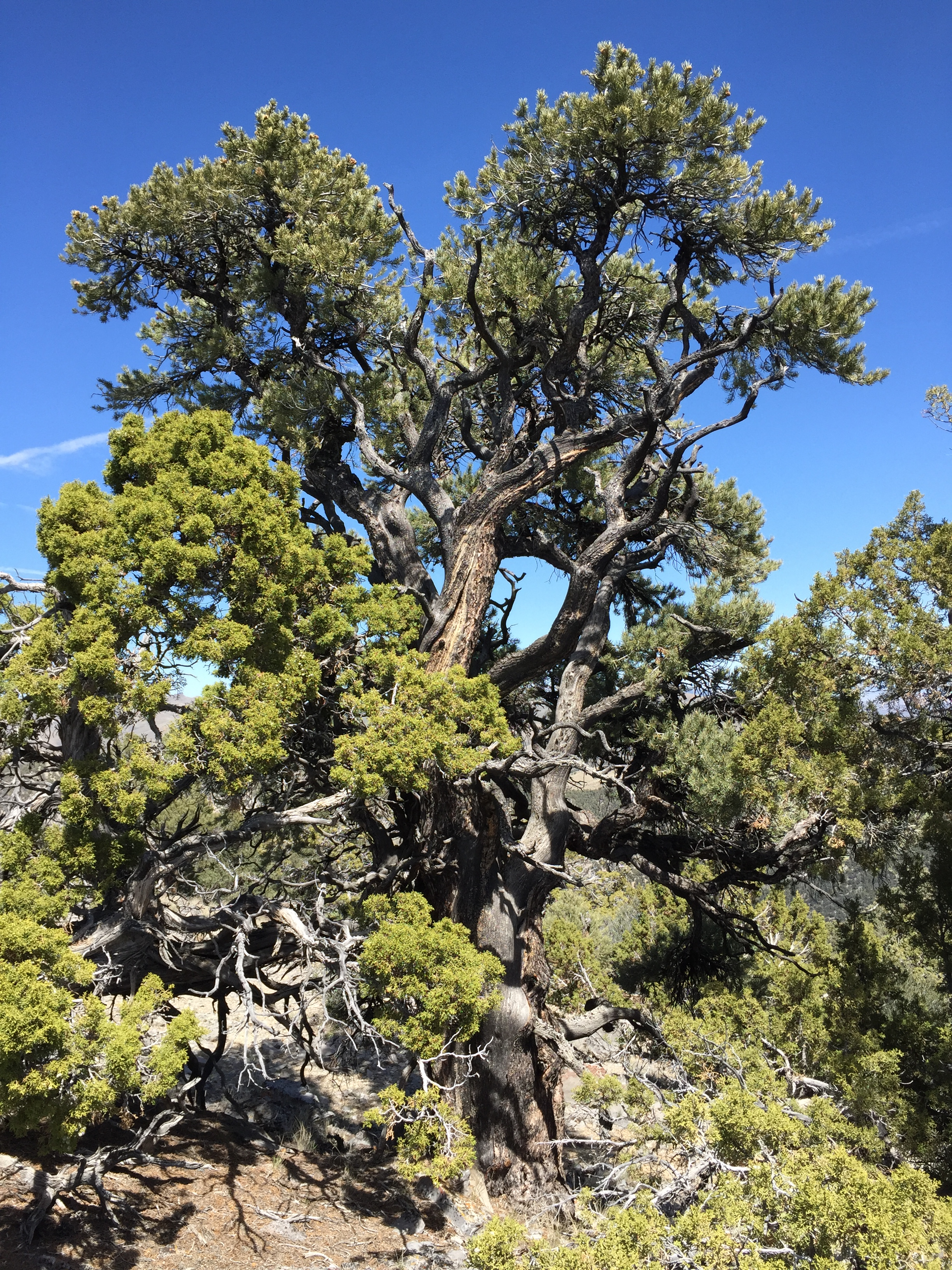
피논-향나무 숲

절벽다람쥐(Neotamias dorsalis)는 다람쥐과에 속하는 설치류의 일종이다. 작은 붓꼬리 형태의 다람쥐로 미국 서부와 멕시코의 피논-향나무 삼림 지대 가장 자리의 암반 절벽 또는 둥근돌 평원에 일반적으로 서식한다(애리조나주 북부와 콜로라도주에 주로 흩어져 분포한다.) 절벽다람쥐는 아주 민첩하고, 가파른 절벽을 기어오르는 모습을 볼 수 있다. 일반적인 다른 땅다람쥐가 하는 것처럼 몸에 지방을 축적하지 않는다. 추운 겨울 동안에 자주 먹는 먹이를 숨겨 둔다. 몸길이는 20~25cm로 다양하고 몸무게는 평균 70g 정도이다. 수명은 12.5년이다. 배 쪽 털은 갈색, 등 쪽은 회색을 띠며 얼굴에 흰 줄무늬가 있다.

## 같이 보기
- 회색발다람쥐
- 다람쥐과